# Luděk Munzar
Luděk Munzar (20. března 1933 Nová Včelnice – 26. ledna 2019 Praha) byl český herec, dlouholetý člen činohry Národního divadla v Praze, které opustil roku 1990 spolu se svou manželkou herečkou Janou Hlaváčovou.

## Život
Absolvoval Vyšší hospodářskou školu v Hradci Králové. V letech 1952 až 1956 studoval herectví na pražské Divadelní fakultě Akademie múzických umění, v ročníku vedeném Vítězslavem Vejražkou. Po ukončení studia nastoupil na sezónu 1956–1957 do Městského oblastního divadla v Mladé Boleslavi. Od října 1957 byl angažován jako člen činohry Národního divadla v Praze. Roku 1990 Národní divadlo opustil kvůli neshodě s tehdejším vedením; dle Munzara „Můj vztah k Národnímu divadlu byl obrozenecký, národovecký a oni tam začali hrát jako v malém sklepním divadle. Národní divadlo není jen ta budova, to je součást našeho kulturního dědictví. Jestli někdo tu tradici ironizuje a posmívá se jí, tak se posmívá svým předkům.“
Pracoval také v dabingu a v televizi. Svůj hlas propůjčil zejména americkému herci Paulovi Newmanovi. Měl slabost pro rozhlas a účinkoval v řadě rozhlasových pořadů. Od ledna 2015 připravoval pro Dvojku Českého rozhlasu společně s Františkem Novotným pořad Okouzlení slovem.
Dne 12. června 1957 se oženil se svojí první manželkou, loutkoherečkou Naděždou Munzarovou, se kterou měl dceru Johanu (* 1962). Po rozvodu v roce 1964 se roku 1969 oženil s Janou Hlaváčovou, se kterou měl druhou dceru Barboru Munzarovou, která je také herečkou. Vyženil také dceru Terezu (* 1963), kterou měla Jana Hlaváčová z prvního manželství s Jiřím Michným. Jeho první manželka Naděžda Munzarová se v roce 1967 vdala za Ivana Krause, bratra Jana Krause, a roku 1968 spolu s dcerou Johanou emigrovali.
Spolu s Janou Hlaváčovou byli jedni z mála českých umělců, kteří nepodepsali tzv. Antichartu odsuzující prohlášení Charty 77; Munzar o tom v roce 2013 řekl: „Komunisti udělali Antichartu a já ji nepodepsal, ale nikde jsem o tom nemluvil. To je celé.“ Stejnou informaci uvádí i Petr Pithart. Deník Rudé právo nicméně jména Luďka Munzara i Jany Hlaváčové jako signatářů provolání uvedl dne 3. února 1977.
Mezi soukromé zájmy Luďka Munzara patřilo letectví a automobilové závody. V roce 1989 získal s Tatraplanem Sport 602 titul mistra Evropy v závodech automobilových veteránů.
Zemřel po dlouhé, těžké nemoci ve spánku dne 26. ledna 2019 v Praze-Modřanech ve věku 85 let.
V roce 2024 byl oceněn medailí Za zásluhy I. stupně in memoriam, za zásluhy o stát v oblasti umění.

## Poslední rozloučení a pohřeb
Poslední rozloučení se uskutečnilo prvého února 2019 v budově Národního divadla. Hrob Luděk Munzar nemá; dne 11. května 2019 byl jeho popel pouze rozsypán na rozptylové loučce zbraslavského hřbitova.

## Citát
| „                 | Krejčova inscenace Romea a Julie v Národním divadle s Třískou a Tomášovou a Munzarem jako Merkuciem byla pro mě zjevením. Tříska a Munzar byli mými vzory. Chtěl jsem se jim vyrovnat. | “ |
| — Jaromír Hanzlík | |   |

## Ocenění
- 1968: Vyznamenání Za vynikající práci
- 1977: Zasloužilý člen ND
- 1982: Titul zasloužilý umělec
- 1996: Cena Františka Filipovského za mužský herecký výkon v dabingu filmů Jean od Floretty a Manon od pramene
- 2000: Cena Františka Filipovského za celoživotní mistrovství v dabingu
- 2011: Cena Thálie za celoživotní mistrovství v oboru činohra
- 2024:  Medaile Za zásluhy I. stupně in memoriam, za zásluhy o stát v oblasti umění

## Filmografie

### Film
- 1956 Dalibor
- 1956 Dědeček automobil – role: mechanik František Projsa
- 1957 Ročník 21
- 1958 Dnes naposled
- 1958 Morálka paní Dulské
- 1958 Občan Brych
- 1959 Letiště nepřijímá
- 1959 Pět z milionu
- 1960 Pochodně
- 1960 Srpnová neděle
- 1961 Kde řeky mají slunce
- 1961 Labyrint srdce
- 1961 Pouta
- 1961 Reportáž psaná na oprátce – role: Mirek
- 1962 Horoucí srdce
- 1963 Mykoin PH 510
- 1964 Atentát
- 1964 První den mého syna
- 1965 5 milionů svědků
- 1965 Neviditelný
- 1966 Kočár do Vídně – role: zraněný německý důstojník
- 1966 Nahá pastýřka
- 1966 Úzkost
- 1967 Stud
- 1968 Jarní vody
- 1968 Královský omyl
- 1968 Objížďka
- 1968 Žert
- 1971 Hry lásky šálivé
- 1972 Hráč
- 1972 Slečna Golem
- 1972 Smrt si vybírá
- 1973 Větrné moře
- 1974 Sedmého dne večer
- 1975 Akce v Istanbulu
- 1975 Anna, sestra Jany
- 1975 Na konci světa
- 1975 Škaredá dědina
- 1975 Zrcadlo pro Kristýnu
- 1976 Dům Na poříčí
- 1976 Malá mořská víla
- 1976 Odysseus a hvězdy
- 1976 Paleta lásky
- 1976 Terezu bych kvůli žádné holce neopustil
- 1977 Čarodějův učeň
- 1977 Pasiáns
- 1977 Zrcadlení
- 1978 Od zítřka nečaruji
- 1978 Silnější než strach
- 1979 Čas pracuje pro vraha
- 1980 Bruncvík a lev
- 1980 Jak napálit advokáta
- 1980 Královská hra
- 1980 Něco je ve vzduchu
- 1980 Temné slunce
- 1981 Ubohý pan Kufalt
- 1981 Ta chvíle, ten okamžik
- 1982 Poslední propadne peklu
- 1982 Třetí princ
- 1983 Pod nohama nebe
- 1984 S čerty nejsou žerty
- 1985 Kronika krysaře (krátkometrážní film)
- 1986 Kdo se bojí, utíká
- 1986 Lev s bílou hřívou
- 1987 Mág
- 1995 Generál Eliáš
- 1999 Hanele
- 2011 Nevinnost
- 2012 Svatá čtveřice
- 2014 Piknik

### Televize
- 1966 Evžen Oněgin (inscenace románu ve verších Alexandra Sergejeviče Puškina) – hlavní role: Evžen Oněgin
- 1970 Julián odpadlík (film) – role: Ammiánus
- 1972 Podezřelé prázdniny (minisérie) – role: strýc Einar
- 1974 Třicet případů majora Zemana (seriál) díl 2. Vyznavači ohně – role: Dr. Wolf
- 1976 30 případů majora Zemana (seriál) díl 11. Křížová cesta – role: farář
- 1978 Stříbrná pila (seriál) – role: Vojta Dubiňák
- 1980 Královská hra (dramatizace Šachové novely Stefana Zweiga) – role: Heinrich
- 1984 Jestřábí věž (inscenace) – role: psychiatr Hojsák
- 1985 Synové a dcery Jakuba skláře (seriál) – hlavní role: Jakub

## Rozhlasové role
- 1964 William Shakespeare: Richard III., rozhlasová adaptace, překlad: Zdeněk Urbánek, rozhlasová úprava a režie: Josef Červinka, dramaturgie: Jaromír Ptáček, hudba: Marek Kopele. Hrají: král Richard III. (Jiří Adamíra), král Edvard IV. (Miloš Nedbal), vévoda z Clarence (Otakar Brousek), královna Alžběta (Vlasta Chramostová), lady Anna (Jaroslava Adamová), vévodkyně z Yorku (Leopolda Dostalová), vévoda z Richmondu (Luděk Munzar), vévoda z Buckinghamu (Čestmír Řanda), lord Stanley (Josef Větrovec), lord Hastings (Jaromír Spal), hrabě Rivers (Oldřich Janovský), Catesby (Bohumil Křížek), Radcliff (Bohumil Švarc), Brakenburry (Jiří Suk), londýnský starosta (Ladislav Kulhánek), měšťan a písař (Josef Patočka), vypravěč (Josef Červinka) a další. Překlad: Zdeněk Urbánek.[14]
- 1981 Arthur Hailey a John Castle: Let do nebezpečí. 5dílná minisérie z cyklu 3x 60 (první ve stereu). Režie Jiří Horčička, obsazení: Eduard Cupák, Jiří Adamíra, Alena Vránová, Václav Postránecký, Luděk Munzar, Josef Vinklář a další. Ruchy a hudba: Radislav Nikodém, zvuk Jitka Borkovcová.[15]
- 1991 – George Orwell: 1984. Devítidílný rozhlasový seriál, režie: Karel Weinlich, hráli: průvodce (Luděk Munzar), Winston Smith (Jiří Ornest), O'Brien (Boris Rösner), Charrington (Jaroslav Konečný), Julie (Veronika Freimanová), Goldstein (Josef Červinka), Velký bratr (Rudolf Hrušínský), Parsonsová (Dana Syslová), výhrůžný hlas (Ladislav Brotánek), domovnice (Ludmila Roubíková), kluk (Petr Hotmar), holka (Eliška Pohorská), spíkr I. (Bohumil Švarc), spíkr II. (Dagmar Dvořáčková), pozorovatelka (Ilona Jirotková), žena (Zuzana Davidová) a hlas (Vladimír Fišer).[16]
- 1993 Graham Greene: Lidský faktor, 9 dílná četba z románu; překlad a dramatizace: Josef Hlavnička, osoby a obsazení: Maurice Castle, pracovník britské tajné zpravodajské služby (Jiří Adamíra), Sára, jeho žena (Hana Maciuchová), Davis, jeho podřízený (Jan Novotný), Sir John Hargreaves, šéf zpravodajské služby (Vladimír Ráž), Doktor Percival, lékař ve zpravodajské službě (Luděk Munzar), Daintry, plukovník (Ladislav Frej), Lady Hargreavesová (Jaroslava Adamová), Tomlinson, brigádní generál (Miloš Hlavica), Cynthie, sekretářka (Veronika Freimanová), Barker, lékař Castleovy rodiny (Pavel Rímský), Vypravěč (Jiří Hromada); hudba: Emil Viklický, režie: Jan Berger.
- 1996 – Zdeňka Psůtková: Noc v Čechách. Epizoda ze života spisovatelky madame de Staël, dramaturgie Jarmila Konrádová, režie Markéta Jahodová, hráli: Jana Hlaváčová, Luděk Munzar, Ivan Trojan, Pavel Pípal, Jan Teplý a Rudolf Kvíz. Český rozhlas 1996.[17]

## Knihy
- 1998 Když jsem to slíbil!
- 2005 S vůní vánku po heřmánku

## Audiokniha
- 2018 …když jsem to slíbil![18]